# 韩荫晟
韩荫晟（1919年—2003年），男，辽宁沈阳人，中国历史学家，宁夏社会科学院研究员，曾任中国史学会理事。